# 横河正三
横河 正三（よこがわ しょうぞう、1914年（大正3年）8月31日 - 2005年（平成17年）12月26日）は、日本の実業家。横河電機社長、横河ヒューレット・パッカード株式会社（現・日本ヒューレット・パッカード株式会社）初代社長を務めた。横河電機の中興の祖と称される。

## 来歴
東京市芝区（現在の東京都港区）高輪4丁目に生まれる。父は横河グループ創業者で建築家の横河民輔、母は教育者棚橋絢子の娘の下枝であり、三男であった。慶應義塾幼稚舎、中等部を経て、慶應義塾大学経済学部に入学。大学時代は蹴球部（ラグビー部）に所属していた。
1937年3月に大学を卒業して、同年4月に横河電機の前身・横河電機製作所に入社。入社後はグループ会社の株式会社東亜鉄工所（現・横河東亜工業株式会社）、株式会社横河橋梁製作所（現・横河ブリッジ）で修行。1938年10月、横河電機製作所に移る。
1939年1月徴兵により陸軍に入隊することになる。陸軍では輜重兵第一連隊に配属され、その後、幹部候補生試験に合格し、予備士官学校を経て陸軍主計少尉に任官した。その後中尉に進級。中国で旅団勤務を経て、1942年（昭和17年）、病気により除隊し、会社に復帰した。
復帰後間もなく、川越工場総務部長に就任。その後、本社総務部長を経て、1955年（昭和30年）5月、40歳で取締役に就任。1960年（昭和35年）11月に常務取締役に就任。1963年（昭和38年）9月にヒューレット・パッカードとの合弁企業の横河ヒューレット・パッカード株式会社を設立してその初代社長に就任。
1974年（昭和49年）、横河電機製作所の代表取締役社長（7代目）に就任。1981年（昭和56年）には、米国ゼネラル・エレクトリック社との合弁会社横河メディカルシステム株式会社（現・GEヘルスケア・ジャパン株式会社）を設立。翌年には、同業の株式会社北辰電機製作所との合併を実現。新会社横河北辰電機株式会社の代表取締役社長に就任した。当時、横河電機製作所も北辰電機製作所もそれぞれ計測・制御機器メーカの1位、2位のメーカーであったが、両社とも従業員数が3,000名程度の中規模メーカーであった。この横河・北辰の合併により、新会社は、6,000名を超える従業員と、1,000億円以上の売上高を擁する大規模メーカーへの脱皮の契機となった。両社の合併には同業者同士であり、競合関係にあったため、困難を伴ったが、結果的に合併の成功例として讃えられた。
1985年（昭和60年）、横河北辰電機はCIを実施し、横河電機株式会社と社名を変更。その後も、社長、会長、名誉会長として会社の発展に尽くし、相談役に退いた。
社長時代、横河・北辰の合併により、余剰となった人材をリストラせずに、活用する方法にこだわり、多数のグループ会社を設立。計測・制御機器事業を中心に、事業を多角化。現在の横河電機グループの発展を実現させた。また、社内のスポーツ振興に力を注ぎ、横河電機サッカー部（現・東京武蔵野シティFC）やラグビー部（現・横河武蔵野アトラスターズ）などを育成した。その他、慶應義塾評議員などの公職も兼任した。
2005年12月26日、心不全により死去。

## 著書
- 舘豊夫、鈴木英夫、両角良彦、横河正三、諸橋晋六『私の履歴書　経済人32』日本経済新聞社、2004年6月。